# ORP Orzeł (1962)
Pour les articles homonymes, voir ORP Orzeł (homonymie).
L'ORP Orzeł (292) (en polonais : aigle), ex-S-265 est un sous-marin soviétique de la classe Whiskey passé sous pavillon polonais en 1962. Il continue la tradition de l'ORP Orzeł disparu en mer en 1940.

## Histoire opérationnelle

### Au service de la Flotte soviétique
Lancé le 30 novembre 1954, il entre en service le 30 juillet 1955 sous le nom de code S-265. Il est d'abord affecté à la 4e flottille pour être transféré à la flotte de la Baltique. Du 15 septembre 1961 au 15 décembre 1962, il subit des travaux des modernisation qui consistent à changer le tube du schnorchel, supprimer le canon de 25 mm, modifier le kiosque, améliorer le système d'immersion rapide, remplacer les hélices à 4 pales pour les hélices à 6 pales et installer un système anti-incendie VPL. Directement après les essais, le S-265 prend la mer et, le 24 décembre 1962, arrive à Gdynia.

### Au service de la Marine polonaise
Le 29 décembre 1962 il est rebaptisé ORP Orzeł et reçoit le numéro tactique 292. Le pavillon polonais y est hissé le lendemain et son premier commandant est le kapitan Stanisław Lorens. Dès son entrée dans la Marine polonaise Orzeł effectue des missions en mer Baltique, mer du Nord et océan Atlantique. Il rend également des visites de courtoisie dans des ports danois, suédois et soviétiques. Dans le cadre de la stratégie du pacte de Varsovie, il réalise des missions de reconnaissance dans l'Atlantique Nord, il surveille entre autres les bases sous-marines de l'OTAN telles que Holy Loch et Londonderry, patrouille les lignes de communication maritime de l'ennemi potentiel et suit son entraînement.
Par ordre du commandant de la 3e flottille des sous-marins du 17 janvier 1973, l'immersion maximale d'Orzeł a été réduite à 120 mètres en raison de l'usure de la coque durant ses 17 ans de service. Du 4 au 13 septembre, il participe aux manœuvres navales du pacte de Varsovie „FALA-74” lors desquelles il est reconnu le meilleur sous-marin de la Baltique. Le 24 octobre 1980, il procède à un test de plongée à 124 mètres qui confirme l'étanchéité de la coque et le fonctionnement correct des mécanismes. Pourtant l'année suivante, l'usure progressive de la coque limite sa capacité de plongée à 100 mètres. Le 30 décembre 1983, il est retiré du service.
Pendant son service dans la Marine polonaise; l’Orzeł aura parcouru 90 000 milles marins dont 30 000 en plongée, il aura passé 15 000 heures en mer dont 2 500 en plongée, et aura effectué 1 500 plongées.